# Stehags socken
Stehags socken i Skåne ingick i Onsjö härad, med en del till 1937 i Harjagers härad, uppgick 1967 i Eslövs stad och området ingår sedan 1971 i Eslövs kommun och motsvarar från 2016 Stehags distrikt.
Socknens areal är 38,1  kvadratkilometer varav 35,88 land.  År 2000 fanns här 1 502 invånare. Rönneholms slott , tätorten Stehag samt Stehags kyrkby med sockenkyrkan Stehags kyrka ligger i socknen. 

## Administrativ historik
Socknen har medeltida ursprung. 
Vid kommunreformen 1862 övergick socknens ansvar för de kyrkliga frågorna till Stehags församling och för de borgerliga frågorna bildades Stehags landskommun. Landskommunen uppgick 1952 i Bosarps landskommun som uppgick 1967 i Eslövs stad som ombildades 1971 till Eslövs kommun. Församlingen uppgick 2002 i Östra Onsjö församling.
Före 1937 låg en del av socknen i Harjagers härad. Häradsdelen hade en areal av 4,12 kvadratkilometer, varav 4,09 land.
1 januari 2016 inrättades distriktet Stehag, med samma omfattning som församlingen hade 1999/2000.  
Socknen har tillhört län, fögderier, tingslag och domsagor enligt vad som beskrivs i artikeln Onsjö härad. De indelta soldaterna tillhörde Norra skånska infanteriregementet, Frosta kompani.

## Geografi

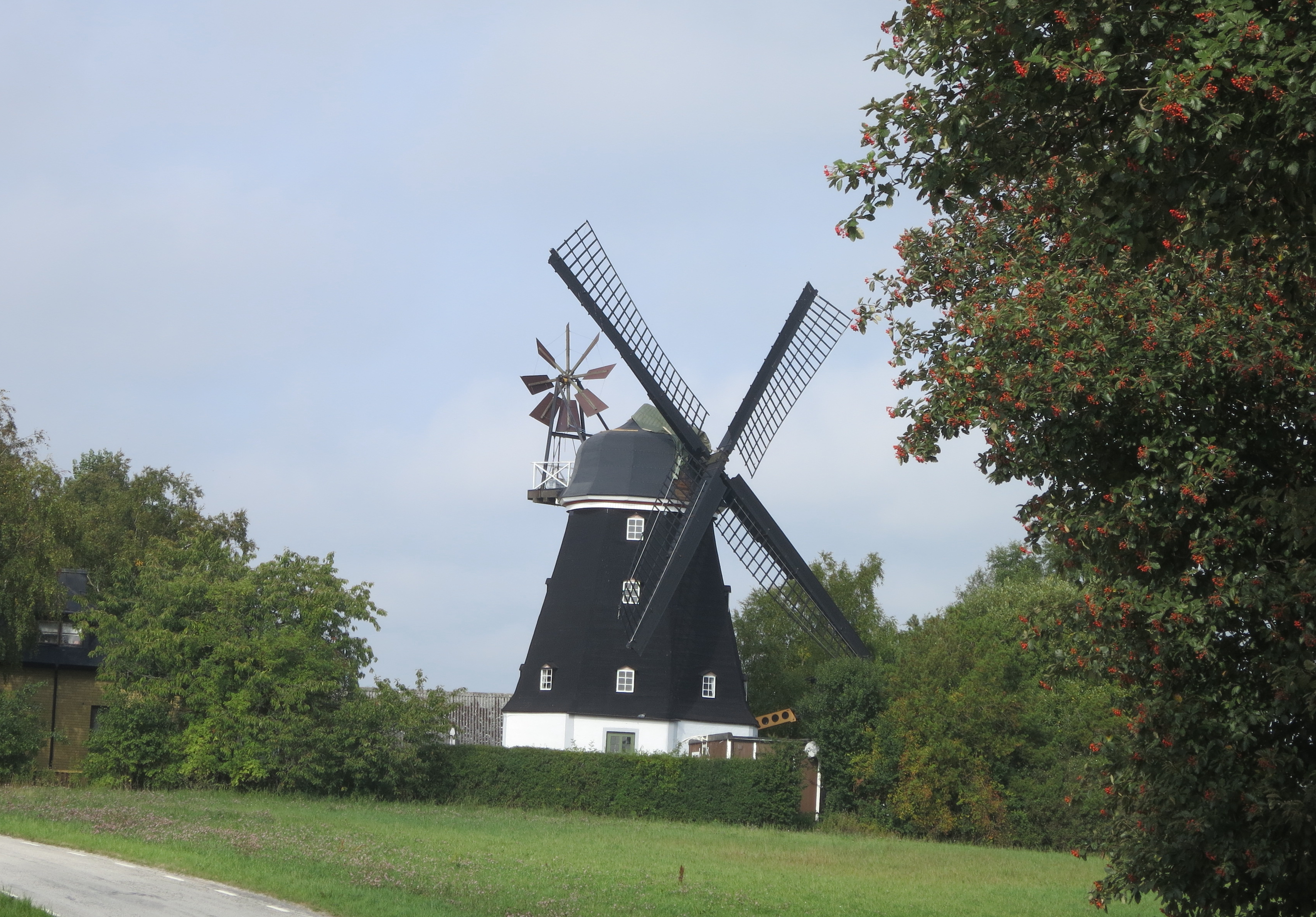
Haga mölla

Stehags socken ligger nordost om Eslöv med Ringsjön i öster och Rönneå och Rönneholms mosse i norr. Socknen är en småkuperad odlingsbygd.

## Fornlämningar
Omkring 25 boplatser från stenåldern är funna. Från järnåldern finns fem gravfält, domarringar och resta stenar.

## Namnet
Namnet skrevs 1302 Stothähaghä och kommer från kyrkbyn. Namnet innehåller stoth, 'hästflock' och hage, 'inhägnad'..